# Функции Йоста
Функции Йоста (решения Йоста, англ. Jost functions, англ. Jost solutions) — решения одномерного уравнения Шрёдингера для спадающего на бесконечности потенциала.

## Математическое определение

### Постановка задачи
Рассматривается одномерный оператор Шрёдингера вида
{\displaystyle H=-{\frac {\mathrm {d} ^{2}}{\mathrm {d} x^{2}}}+u(x),\quad x\in \mathbb {R} ,}
где потенциал {\displaystyle u(x)} определен на множестве действительных чисел как функция, принадлежащая к классу локально интегрируемых. Соответствующая задача нахождения собственных чисел {\displaystyle \lambda =k^{2}} будет иметь вид
{\displaystyle -\psi (x)''+u(x)\psi (x)=k^{2}\psi (x).}

### Определение
Наложим на потенциал условие в виде
{\displaystyle \int \limits _{-\infty }^{\infty }(1+|x|)|u(x)|\mathrm {d} x<\infty ,}
означающее, что функция {\displaystyle u(x)} спадает при {\displaystyle |x|\to \infty } быстрее, чем 1/x2. Это означает, что для действительных k существуют решения одномерного уравнения Шрёдингера, однозначно определяемые асимптотиками на бесконечности
{\displaystyle f_{1}(x,k)=e^{-ikx}+o(1),\quad x\to -\infty ,}
{\displaystyle f_{2}(x,k)=e^{ikx}+o(1),\quad x\to \infty ,}
называемые решениями Йоста в честь швейцарского физика Реса Йоста. В общем случае (так же и для комплексных k) можно показать, что при заданном выше условии на {\displaystyle u(x)}, существует четыре решения одномерного уравнения Шрёдингера, удовлетворяющие интегральным уравнениям
{\displaystyle f_{1}(x,k)=e^{-ikx}-\int \limits _{-\infty }^{x}{\frac {\sin k(\xi -x)}{k}}u(\xi )f_{1}(\xi ,k)\mathrm {d} \xi ,}
{\displaystyle {\overline {f_{1}}}(x,k)=e^{-ikx}-\int \limits _{-\infty }^{x}{\frac {\sin k(\xi -x)}{k}}u(\xi ){\overline {f_{1}}}(\xi ,k)\mathrm {d} \xi ,}
{\displaystyle f_{2}(x,k)=e^{ikx}+\int \limits _{x}^{\infty }{\frac {\sin k(\xi -x)}{k}}u(\xi )f_{2}(\xi ,k)\mathrm {d} \xi ,}
{\displaystyle {\overline {f_{2}}}(x,k)=e^{ikx}+\int \limits _{x}^{\infty }{\frac {\sin k(\xi -x)}{k}}u(\xi ){\overline {f_{2}}}(\xi ,k)\mathrm {d} \xi ,}
где черта сверху означает комплексное сопряжение. При этом сами функции и их производные по x непрерывны по k при {\displaystyle \mathrm {I} m\,k\geq 0} и аналитичны при {\displaystyle \mathrm {I} m\,k>0} и эти решения единственные. Уравнения для функций Йоста можно получить непосредственно из граничных условий и уравнения Шрёдингера с помощью функции Грина в виде
{\displaystyle G(x,\xi ,k)=\left\lbrace {\begin{array}{ll}{\frac {\sin k(\xi -x)}{k}},&\xi <x\\0,&\xi >x\end{array}}\right.,}
или непосредственной подстановкой.

## Использование
Функции Йоста применяются в задачах рассеяния и теории солитонов.